# Theodore Roethke
Theodore Roethke, född 25 maj 1908 i Saginaw, Michigan, död 1 augusti 1963 i Bainbridge Island, Washington, var en amerikansk poet. Han tilldelades Pulitzerpriset i poesi 1954 för sin bok The Waking.